# 伊達武将隊
奥州・仙台おもてなし集団 伊達武将隊（おうしゅう・せんだいおもてなししゅうだん だてぶしょうたい）は仙台市と宮城県をPRするために結成された仙台の観光PR部隊。

## 概要
2009年（平成21年）に結成された名古屋おもてなし武将隊を参考にした武将隊として仙台市観光交流課によって企画され、2010年7月1日に結成、同年8月1日の初出陣で活動を開始。仙台城跡（青葉城跡）での観光案内や、殺陣・演武の披露のほか、記念撮影などで観光客のおもてなしを行なう。また、全国各地のイベントに参加するなどして仙台・宮城観光のPR活動も行なっている。
厚生労働省の緊急雇用創出事業として行なわれた点も名古屋の武将隊と同様で、仙台でフリーペーパーを発行する「街ナビプレス」が実際の事業を担当する。当初は8名で結成されたが、2011年（平成23年）3月31日に初代メンバーによる武将隊は一旦解散。2011年4月28日に一部メンバーの交代と追加が行なわれて活動を再開、同年度は11名で活動した。年度ごとに一部のメンバーチェンジが行なわれている。

## メンバー
- 伊達政宗
- 伊達成実
- 片倉小十郎景綱
- 片倉小十郎重綱
- 支倉常長
- 松尾芭蕉
- くノ一 響[5]

### 過去のメンバー
- 与六[6]
- 馬之助[6]
- おひな[6]

いずれも2011年3月まで在籍。
- 漆黒の政宗[7]
- 海[7]
- 田七[8]

いずれも2012年3月まで在籍。
- くの一・詩
- 片倉喜多
- 黒脛巾組・空
- 足軽組頭・杜野与六
- 足軽・草介
- 足軽・山太
- 伊達政宗(貞山公)[9]

卒業時期不明
- 足軽・風太[10]

2013年3月まで在籍。
- 片倉小十郎重綱[11]

2021年3月まで在籍。
- くの一・畑（一時「秦」を名乗る時期あり[12]）

2022年3月まで在籍。

## 出演
- 驚鳴乱舞！仙台 DATE-MON (旧番組名・伊達武将隊 かわら版）（2011年10月～、Date fm、火曜20時～20時55分）